# سان إتين دي تيني
سان إتين دي تيني (بالفرنسية: Saint-Étienne-de-Tinée)‏ هي بلدية فرنسية تقع في إقليم الألب البحرية من منطقة بروفنس ألب كوت دازور في جنوب شرق فرنسا. تبلغ مساحة هذه المدينة 173.81 (كم²)، وترتفع عن سطح البحر 1142 م، يبلغ عدد سكانها 1324 نسمة حسب إحصاء المعهد الوطني للإحصاء والدراسات الاقتصادية سنة 2009 م. وترأس Thérèse Fabron البلدية خلال فترة (2008-2014).

## وصلات خارجية
- صفحة البلدية على موقع المعهد الوطني للإحصاء والدراسات الاقتصادية